# Shabbona (Illinois)
Pour les articles homonymes, voir Malta.
Shabbona est un village du comté de DeKalb dans l'Illinois, aux États-Unis,. Il est incorporé le 12 juin 1875.

## Démographie
Lors du recensement de 2010, le village comptait une population de 925 habitants. Elle est estimée, en 2016, à 933 habitants.

## Source de la traduction
- (en) Cet article est partiellement ou en totalité issu de l’article de Wikipédia en anglais intitulé « Shabbona, Illinois » (voir la liste des auteurs).